# Open Government Data
Open Government Data – odnosi się do udostępnienia informacji tworzonych przez organy administracji publicznej do przeszukiwania i wykorzystania przez każdego, kto takimi informacjami byłby zainteresowany.
Rządy i organy administracji publicznej wielu krajów w ramach przedsięwzięć open government podejmują inicjatywy zmierzające do podniesienia transparentności ich działań. W sferze dostępu do informacji publicznych, inicjatywy te stawiają sobie cele zapewnienia obywatelom dostępu do takich danych i informacji, ułatwiając przy tym możliwość ponownego ich wykorzystania. Misją przyświecającą takim inicjatywom jest często pogłębienie pośród obywateli zrozumienia sposobu, w jaki działa administracja publiczna. Nie oznacza to udostępniania informacji, jakie objęte są klauzulami bezpieczeństwa – łatwość dostępu i ponownego ich wykorzystania oznacza zwykle poniesienie wysiłku i kosztów dostosowania informacji publicznych do formy umożliwiającej ich przeszukiwanie, kojarzenie i ponowną publikację. W intencjach administracji publicznej ma to pozwolić obywatelom podejmować lepsze decyzje i przekazywać sugestie modyfikacji zasad funkcjonowania tych organów w oparciu o szczegółowe informacje.

## Czym jest „Open Government Data”?
Termin Open Government Data jest związany ze inicjatywami społecznymi, których celem jest pomoc rządom krajów w przygotowaniu, organizacji i realizacji ich przedsięwzięć otwierania informacji publicznych. Administracja publiczna gromadzi bowiem duże wolumeny danych wysokiej jakości w ramach działań rutynowo prowadzonych przez podmioty publiczne. Intencją inicjatyw Open Government Data jest uczynienie informacji publicznych dostępnymi dla obywateli.
Zgodnie z interpretacją Open Knowledge Foundation:
- termin „Open” oznacza otwartość, zgodnie z Definicją Wiedzy Otwartej[2], a najważniejszym wyznacznikiem otwartości jest możliwość zapewnienia każdemu nieograniczonego dostępu do danych, ich ponownego wykorzystania i redystrybucji.
- Termin „Government Data” oznacza wszelkie dane i informacje tworzone lub rejestrowane przez administrację publiczną lub organizacje podlegające administracji publicznej.

Open Government Data można więc postrzegać także jako współpracę ekspertów w dziedzinie danych otwartych z rządem i administracją publiczną na drodze realizacji misji dostępności do informacji publicznej.
Open Government Data to jeden z aspektów koncepcji open government, realizującej cele przejrzystości działania organów państwowych, angażowania obywateli w procesy podejmowania decyzji dotyczących państwa i otwartości instytucji publicznych.

## Inicjatywy Open Government Data

### Open Government Data na świecie
W ciągu ostatnich kilku lat uruchomiono na całym świecie efekty wielu przedsięwzięć o charakterze Open Government Data, m.in.:
- dane.gov.pl[3] – Polska
- data.gov[4] – USA, działa od maja 2009 r.
- data.gov.uk[5] – Wielka Brytania, działa od września 2009 r.
- data.govt.nz[6] – Nowa Zelandia, działa od listopada 2009 r.
- data.norge.no[7] – Norwegia, działa od kwietnia 2010 r.
- geodata.gov.gr[8] – Grecja, działa od lipca 2010 r.
- opengovdata.ru[9] – Federacja Rosyjska, działa od 2010 r. (inicjatywa prywatna)
- data.gov.au[10] – Australia, działa od marca 2011 r.
- data.gov.ma[11] – Maroko, działa od kwietnia 2011 r.
- data.gc.ca[12] – Kanada, działa od marca 2011 r.
- data.gov.be[13] – Belgia, w fazie Beta
- opendata.go.ke[14] – Kenia, działa od lipca 2011 r.
- data.overheid.nl[15] – Dania, działa od października 2011 r.
- datos.gob.cl[16] – Chile, działa od września 2011 r.
- data.gov.it[17] – Włochy, działa od października 2011 r.
- datos.gob.es[18] – Hiszpania, działa od października 2011 r.
- datos.gub.uy[19] – Urugwaj, działa od listopada 2011 r.
- data.gouv.fr[20] – Francja, w fazie Beta
- dados.gov.br[21] Brazylia, działa od maja 2012 r.
- www.opendata.ee[22] – Estonia
- dados.gov.pt[23] – Portugalia, w fazie Beta
- date.gov.md[24] – Mołdawia
- data.gov.in[25] – Indie, w fazie Beta
- data.gv.at[26] – Austria

Lista takich inicjatyw – lokalnych, regionalnych i krajowych – utrzymywana jest w formie katalogu dostępnego w serwisie
datacatalogs.org. Organizacja Narodów Zjednoczonych udostępnia dane statystyczne krajów członkowskich ONZ i agencji podlegających ONZ.
Inicjatywy te pełnią różne funkcje i realizują misję dostępu do informacji publicznych w zróżnicowanych formach i zakresach. Podstawowe możliwości oferowane przez te serwisy internetowe obejmują integrację zbiorów danych pochodzących z poszczególnych źródeł informacji publicznych (resortów, agend rządowych, instytucji państwowych) oraz spójne funkcje przeszukiwania tych informacji. Społeczność Open Government Data gromadzi doświadczenia, sukcesy i porażki tych przedsięwzięć, tworząc kodeks dobrych praktyk związanych z ich realizacją.

### Open Government Data w Polsce
Jak wszystkie kraje Unii Europejskiej, Polska także została w 2003 roku zobowiązana do podjęcia inicjatywy udostępnienia informacji publicznych do ich ponownego wykorzystania. Realizując to zobowiązanie, w roku 2011 wprowadzono ustawę, wprowadzającą do polskiej legislacji dotyczącej informacji publicznej pojęcie „centralnego repozytorium” i zobowiązującą Ministra właściwego ds. informatyzacji do prowadzenia centralnego repozytorium informacji publicznej.
Na mocy tej ustawy szereg podmiotów sfery publicznej zostało zobowiązanych do przekazania do centralnego repozytorium informacji publicznej posiadanych przez siebie informacji, które spełniają kryteria „zasobu informacyjnego” – informacji publicznych „o szczególnym znaczeniu dla rozwoju innowacyjności w państwie i rozwoju społeczeństwa informacyjnego, które ze względu na sposób przechowywania i udostępniania pozwolą na ich ponowne wykorzystanie w sposób użyteczny i efektywny”.
Pośród podmiotów zobowiązanych do przekazania posiadanych informacji publicznych do centralnego repozytorium informacji publicznych wymienione zostały:
- organy administracji rządowej,
- fundusze celowe,
- Zakład Ubezpieczeń Społecznych,
- Kasa Rolniczego Ubezpieczenia Społecznego,
- Narodowy Fundusz Zdrowia,
- państwowe instytuty badawcze,
- państwowe osoby prawne utworzone w celu wykonywania zadań publicznych z wyjątkiem uczelni, Polskiej Akademii Nauk oraz jednostek naukowych.

Realizując zobowiązanie ustawowe, Ministerstwo Administracji i Cyfryzacji uruchomiło w 2012 roku projekt „Dostęp do informacji publicznej”, który ma wdrożyć „Centralne Repozytorium Informacji Publicznej, z którego będzie można łatwo pobierać dane do powtórnego wykorzystania”. Zgodnie z deklaracjami Ministra Administracji i Cyfryzacji Michała Boniego, Centralne Repozytorium Informacji Publicznej „ruszy w połowie 2013 roku”.